# Bundesstraße 426
Pour les articles homonymes, voir Route 426.
 (octobre 2024).
Si vous disposez d'ouvrages ou d'articles de référence ou si vous connaissez des sites web de qualité traitant du thème abordé ici, merci de compléter l'article en donnant les références utiles à sa vérifiabilité et en les liant à la section « Notes et références ».
La Bundesstraße 426 est une Bundesstraße des Länder de Hesse et de Bavière.

## Géographie
La Bundesstraße 426 va de Gernsheim au croisement avec la Bundesstraße 469 à Obernburg am Main au croisement avec la Bundesstraße 44. Elle traverse tout le nord de l'Odenwald dans le sens est-ouest du Main au Rhin. La B 426 longe le cours de la B 45 entre Höchst et Groß-Umstadt, et à Eberstadt la B 3.

## Source
- (de) Cet article est partiellement ou en totalité issu de l’article de Wikipédia en allemand intitulé « Bundesstraße 426 » (voir la liste des auteurs).

1. ↑  (de) « Polizei in Gernsheim kontrolliert Geschwindigkeit und Gaststätten - Rhein Main Verlag », sur https://www.rheinmainverlag.de/, 13 février 2025 (consulté le 5 avril 2025)